# توبوگ
توبوگ (به لاتین: Tubog) یک منطقهٔ مسکونی در فیلیپین است که در Central Visayas (Region VII) واقع شده‌است.

## خصوصیات
توبوگ ۸۶۸ نفر جمعیت دارد.